# Bryum aubertii
Bryum aubertii là một loài Rêu trong họ Bryaceae. Loài này được (Schwägr.) Brid. mô tả khoa học đầu tiên năm 1819.